# María Isabel Arriortua Marcaida
María Isabel Arriortua Marcaida (Barakaldo, 11 de novembre de 1950) és una química basca, investigadora, professora des de 1976 i catedràtica de Cristal·lografia i Mineralogia en la Universitat del País Basc (UPV/EHU) des de 1992. Premi Euskadi de Recerca i Tecnologia el 2010. Nomenada el 2012 membre numerària de l'Acadèmia de les Ciències, les Arts i les Lletres Basca i el 2014 va entrar a formar part del comitè assessor científic del Govern Basc per a la implantació de l'Estratègia Basca de Ciència i Tecnologia en l'Horitzó 2020.

## Trajectòria
Arriortua és es va llicenciar en Química per la UPV/EHU el 1976 i es va convertir en doctora del Departament de Petrologia i Geoquímica en 1981. Va desenvolupar part de la seva tesi doctoral, de títol Cristaloquímica d'alguns calcogenurs ternaris de plom i indi en la Universitat Louvain-la-Neuve, a Bèlgica. És catedràtica de Cristal·lografia i Mineralogia des de 1992 a la Facultat de Ciència i Tecnologia de la UPV/EHU.
Va crear el grup de recerca IMaCris/MaKrisI en materials cristal·lins amb altres professors i professores de la seva facultat, on s'investiguen alternatives als combustibles fòssils així com en el disseny, caracterització, propietats i aplicacions de diferents materials.
Va ser pionera en la recerca de sistemes multifuncionals que poden tenir diverses aplicacions en l'àmbit del medi ambient o l'energia. Les recerques realitzades com a directora d'equip han donat lloc a nous materials microporosos i piles SOFC amb aplicacions tant en automòbils com en la indústria i el sector domèstic. Va rebre el Premi Euskadi de Recerca i Tecnologia el 2010.
Forma part de diferents grups de relacionats amb la cristal·lografia i la recerca. Entre altres, és vocal del Comitè Espanyol de la Unió Internacional de Cristal·lografia des de 1985, i vicepresidenta del Grup Especialitzat de Cristal·lografia des de 1996. El 2002 va ser nomenada directora dels Serveis Generals de Recerca SGIKER en el Vicerectorat de Recerca de la UPV/EHU. Des de 2002, és també vocal de la Comissió de Recerca de la UPV/EHU.

## Premis i reconeixements
- Des de 2012, és una de les dues úniques dones membres numeràries de l'Acadèmia de les Ciències, les Arts i les Lletres Basca, Jakiunde.[10]
- Té un 42 en l'índex de Hirsch de classificació dels millors científics (h=42).[11]
- El 2010, va ser guardonada amb el Premi Euskadi de recerca en Ciència i Tecnologia.[5][12][13][14]
- Des de 2014, és una dels deu membres del comitè assessor científic del Govern Basc per a la implantació de l'Estratègia Basca de Ciència i Tecnologia en l'Horitzó 2020.[11][15]

## Publicacions
Arriortua ha escrit nombrosos articles científics en el Butlletí de la Societat Espanyola de Mineralogia. També ha col·laborat en obres col·lectives i des de 2010 dirigeix tesis doctorals en la UPV/EHU. A més, ha col·laborat en diferents llibres del seu àmbit de recerca:
- Mother Structures Related to the Hexagonal and Cubic Close Packing in Cu24 Clústers: Solvent Influenced Derivatives. CrystEngComm, 17 (2015) 3297-3304.[17]
- Heterogeneous catalytic properties of unprecedented μ-O-[FeTCPP]2 dimers (H2TCPP = meso-tetra(4-carboxyphenyl)porphyrin): an unusual superhyperfine EPR structure. Dalton Transactions, 44 (2015) 213-222.[18]
- Water-induced phase transformation of a CuII coordination framework with pyridine-2,5-dicarboxylate and di-2-pyridyl ketone: synchrotron radiation analysis. CrysEngComm, 17 (2015) 6346-6354.[19]
- Hybrid vanadates constructed from esteneu metall–organic arrays: crystal architectures and properties. CrystEngComm, 16 (2014) 10332-10366.[20]
- CuII–PDC-bpe frameworks (PDC = 2,5-pyridinedicarboxylate, bpe = 1,2-digues(4-pyridyl)ethylene): mapping of herringbone-type structures. CrystEngComm, 16 (2014) 8726-8735.[21]